# Furry Lewis
(Walter E.) "Furry" Lewis (6 de Março de 1893 - 14 de Setembro de 1981) foi um guitarrista de blues natural de Memphis, Tennessee. Furry Lewis foi um dos primeiros músicos da velha guarda dos blues da década de 1920 a ser redescoberto pelo movimento revivalista folk e blues nos anos 60, levando-o a ver a sua carreira reaberta e valorizada.
O estilo blues de Furry é típico dos "Escritores de Canções" que operavam na zona de Memphis na década de 1920. Para estes autores o valor da canção está na história que é contada, havendo uma tendência destes intérpretes para suportar as suas palavras com hipnóticas e repetitivas sucessões de acordes com subtis prolongamentos do som dos mesmos. Furry Lewis gravou muitos sucessos no final da década de 1920 inclusive "Kassie Jones", Billy Lyons & Stack-O-Lee e Judge Harsh Blues (mais tarde chamada de Good morning judge).
Furry não ficou rico com o seu trabalho. Em 1962, contudo, suas canções foram regravadas pelo folclorista George Mitchell e sua sorte começou a mudar. A canção de Joni Mitchell, Furry Sings the Blues em seu álbum Hejira, é sobre Lewis e a música de Memphis que ele vivenciou no início dos anos 70. Antes dele morrer em 1981, Furry abriu por duas vezes a apresentação dos Rolling Stones, tocou no show Tonight de Johnny Carson e teve uma participação no filme de Burt Reynolds. Além dessas homenagens, em 2012 Furry Lewis foi introduzido no Blues Hall of Fame.